# Jonny Weston
 (décembre 2012).
Si vous disposez d'ouvrages ou d'articles de référence ou si vous connaissez des sites web de qualité traitant du thème abordé ici, merci de compléter l'article en donnant les références utiles à sa vérifiabilité et en les liant à la section « Notes et références ».
Jonny Weston est un acteur américain, né le 16 juin 1988 à Charleston (Caroline du Sud, États-Unis).

## Biographie
Né en 1988 à Charleston (en Caroline du Sud), Jonny Weston entre à 18 ans à l'université de Columbia où il suit une école de théâtre. Trois ou quatre ans plus tard, il monte à New York et y commence sa carrière d'acteur avec, en 2011, un des rôles notables du film Someday This Pain Will Be Useful to You, aux côtés de Toby Regbo, Marcia Gay Harden, Ellen Burstyn et Lucy Liu.
Néanmoins, les propositions de travail sont rares, voire inexistantes, jusqu'à ce qu'on l'appelle à Los Angeles. Il s'y installe et, dans le film About Cherry dont James Franco est la tête d'affiche, on le remarque en petit ami d'une starlette du porno.
En 2012, on peut le voir également dans John Dies at the End (première mondiale à Sundance en janvier de cette année-là) et dans Sugar (en).
Sa carrière change de dimension quand il décroche le rôle principal de Chasing Mavericks que Curtis Hanson réalise pour la 20th Century Fox ; il y personnifie Jay Moriarity, surfeur légendaire de Californie du Nord, qui meurt dans un accident de plongée en 2001, la veille de son 23e anniversaire. Dès lors, Hollywood pense à lui pour toute une série de films. C'est ainsi qu'en France, début 2015, Jonny Weston est à l'affiche, simultanément, de Taken 3, Projet Almanac et Divergente 2 : L'Insurrection. La même année, on le voit également dans We Are Your Friends (au côté de Zac Efron).

## Filmographie

### Cinéma
- 2011 : Someday This Pain Will Be Useful to You de Roberto Faenza : Thom
- 2012 : John Dies at the End de Don Coscarelli : Justin White
- 2012 : About Cherry de Stephen Elliott : Bobby
- 2012 : Chasing Mavericks de Michael Apted et Curtis Hanson : Jay Moriarity
- 2012 : Caroline and Jackie (en) d'Adam Christian Clark : Jack
- 2012 : Scary de Steven C. Miller : Neal
- 2013 : Sugar (en) de Rotimi Rainwater : B-Wild
- 2014 : Kelly and Cal (en) de Jen McGowan : Cal
- 2014 : Taken 3 d'Olivier Megaton : Jimy
- 2014 : Projet Almanac de Dean Israelite : David Raskin
- 2015 : Divergente 2 : L'Insurrection (Divergente 2: Insurgent) de Robert Schwentke : Edgar
- 2015 : We Are Your Friends de Max Joseph : Mason
- 2015 : Beyond Skyline de Liam O'Donnell : Trent
- 2016 : Divergente 3 : Au-delà du mur (Divergente 3: Allegiant) de Robert Schwentke : Edgar

### Télévision
- 2011 : Pocket Dial : Andrew
- 2011 : Supah Ninjas : James / Spyder
- 2011 : ASS Apartment Sketch Show : Philip
- 2015 : Any Tom, Dick, or Harry : Hugo Jones-Hudson